# Afghansk piphare
Afghansk piphare, Ochotona rufescens, är ett däggdjur i familjen pipharar med central- och västasiatisk utbredning. 

## Beskrivning
Arten blir 15 till 22 cm lång och väger 125 till 400 g. Afghansk piphare kännetecknas av ett litet huvud med små runda öron. Även extremiteterna är påfallande korta. Som hos alla pipharar är svansen rudimentär. Arten har under sommaren en krämfärgad krage som begränsas av roströda kanter. Vid denna krage finns körtlar som används för att markera reviret. På ryggen och sidorna förekommer gråbrun päls och undersidan är ljusgrå eller smutsigt vit, ibland med en gul ton. Vinterpälsen är helt brun och kragen är nästan osynlig.

## Utbredning
Arten finns i Afghanistan, Iran, Pakistan, och Turkmenistan.

## Taxonomi
Fyra underarter är erkända: O. r. rufescens (förekommer i östra Afghanistan), O. r. regina (i bergen mellan Turkmenistan och Iran), O. p. vizier (Iran) and O. r. shukurovi (sydvästra Turkmenistan).

## Ekologi
Arten lever i regioner med sparsam växtlighet. Den föredrar områden där 30 till 60 procent av markytan är täckt med växter. Djuret hittas även i öppna skogar som domineras av arter från ensläktet. Utbredningsområdet ligger 1 900 till 3 500 meter över havet.
I utbredningsområdet finns ofta klippor. Pipharen gräver sina bon i den torra jorden mellan klipporna. Individerna är aktiva på dagen (främst på morgonen) eller på natten och bildar vanligen mindre familjegrupper. Vuxna hanar kan under tidiga våren leva ensam. Individernas eller flockarnas revir överlappar varandra och det förekommer inga aggressioner. Afghansk piphare plockar olika gröna växtdelar som örter och tistlar och samlar dem i högar så att de kan torka. Materialet som samlas i högarna kan väga upp till 5 kg. När höet är färdigt flyttas det till boet som matförråd och för att göra boet mjukare. Under våren och hösten byts höet i boet mot nytt material. Det förekommer ganska ofta att höet stjäls från andra pipharar eller andra djur. Förutom hö äter arten bark, frön och nötter. Afghansk piphare är inte lika högljudd som andra pipharar. Den håller ingen vinterdvala.
Förutom underjordiska håligheter använder arten övergivna byggnader och sprickor i murar som viloplatser.
Honor kan få upp till fem kullar per år (mellan mars och september) och per kull föds upp till 11 ungar. Dräktighetstiden antas vara 30 dagar och troligen slutar honan 30 dagar efter födelsen med digivning. Ungarna föds blinda och nakna. De väger cirka 9 g vid födelsen. Livslängden antas vara lika som hos andra pipharar. Individer som föds tidigt under året kan få egna ungar senare under samma år.
Främsta predatorn är huggormen Macrovipera lebetina.